# Kanamono
Der Kanamono war eine geplante Kleinst-U-Boot-Klasse der kaiserlich japanischen Marine gegen Ende des Pazifikkriegs.

## Entwicklungsgeschichte
Das sehr einfach konzipierte Boot hatte ein langes zylindrisches Mittelteil. Bug und Heck waren konisch. Das Boot konnte nicht tauchen, sondern unterschnitt lediglich die Wasseroberfläche. Es war so einfach konzipiert, dass es nicht einmal ein Sehrohr bekam. Die zwei Besatzungsmitglieder besaßen nur einen kleinen runden Turmaufbau mit Sehschlitzen. Die Primärbewaffnung bestand aus einem 45-cm-Torpedo oder einer 600-kg-Sprengladung, welche im Bugbereich des Bootes eingelassen war. Bis Kriegsende waren 14 Boote von der Marinewerft in Kure fertiggestellt. Sie kamen jedoch nicht mehr zum Kriegseinsatz.

## Verbleib
Der Verbleib der Boote ist unbekannt. Es ist wahrscheinlich, dass sie versenkt oder verschrottet wurden.